# Ahorntal
Ahorntal är en kommun i Landkreis Bayreuth i Regierungsbezirk Oberfranken i förbundslandet Bayern i Tyskland.
Kommunen bildades 1 januari 1972 genom en sammanslagning av kommunerna  Adlitz, Freiahorn, Kirchahorn, Körzendorf, Oberailsfeld, Reizendorf och Volsbach.